# Megacyllene sahlbergi
Megacyllene sahlbergi es una especie de escarabajo longicornio del género Megacyllene, tribu Clytini, subfamilia Cerambycinae. Fue descrita científicamente por Aurivillius en 1913.

## Descripción
Mide 19 milímetros de longitud.

## Distribución
Se distribuye por Brasil.